# Provinz Mamoré
Mamoré ist eine Provinz im nordöstlichen Teil des Departamento Beni im südamerikanischen Anden-Staat Bolivien. Sie trägt ihren Namen nach dem Río Mamoré, der die Grenze zur Nachbarprovinz Yacuma bildet.

## Lage
Die Provinz ist eine von acht Provinzen im Departamento Beni. Sie grenzt im Westen an die Provinz Yacuma, im Süden an die Provinz Cercado, im Osten an die Provinz Iténez, und im Norden an die Republik Brasilien.
Die Provinz erstreckt sich etwa zwischen 11° 52' und 14° 04' südlicher Breite und 64° 14' und 65° 20' westlicher Länge, ihre Ausdehnung von Westen nach Osten beträgt 150 Kilometer, von Norden nach Süden 325 Kilometer.

## Bevölkerung
Die Einwohnerzahl der Provinz Mamoré ist in den vergangenen drei Jahrzehnten um etwa ein Drittel angestiegen:
| Jahr | Einwohner | Quelle       |
| ---- | --------- | ------------ |
| 1992 | 10.055    | Volkszählung |
| 2001 | 12.397    | Volkszählung |
| 2012 | 12.817    | Volkszählung |
| 2024 | 13.387    | Volkszählung |

45,3 Prozent der Bevölkerung sind jünger als 15 Jahre, der Alphabetisierungsgrad in der Provinz beträgt 84,2 Prozent. (2001)
99,4 Prozent der Bevölkerung sprechen Spanisch, 4,0 Prozent Quechua, 1,2 Prozent Aymara, und 0,6 Prozent andere indigene Sprachen. (1992)
62,0 Prozent der Bevölkerung haben keinen Zugang zu Elektrizität, 32,0 Prozent leben ohne sanitäre Einrichtung. (1992)
84,8 Prozent der Einwohner sind katholisch, 12,3 Prozent sind evangelisch. (1992)

## Gliederung
Die Provinz Mamoré gliederte sich bei der letzten Volkszählung von 2024 in die folgenden drei Verwaltungsbezirke (bolivianisch „Municipios (Landkreise)“):
- 08-0701 Municipio San Joaquín (8.620 km²) 6.851 Einwohner – 0,8 Einwohner/km²
- 08-0702 Municipio San Ramón (7.889 km²) 5.441 Einwohner – 0,6 Einwohner/km²
- 08-0703 Municipio Puerto Siles (2.110 km²) 1.095 Einwohner – 0,5 Einwohner/km²

## Ortschaften in der Provinz Mamoré
- Municipio San Joaquín
  - San Joaquín 4556 Einw. – Monte Azul 152 Einw.

- Municipio San Ramón
  - San Ramón 3483 Einw. – San Antonio de Poyori 63 Einw.

- Municipio Puerto Siles
  - Santa Rosa de Vigo 315 Einw. – Puerto Siles 225 Einw. – Alejandria 141 Einw.